# 3-甲氧基氯化苄
3-甲氧基氯化苄是一种有机氯化合物，化学式为C8H9ClO。它可由3-甲氧基苯甲醇和氯化亚砜在三乙胺的存在下于二氯甲烷中反应得到。它和叠氮化钠在二甲基亚砜中反应，可以得到3-甲氧基苄基叠氮化物。